# Fredo I de Roergue
Fredo o Fredelo, Fridolo, o Frigidolo (fallecido en 852) fue el primer conde de Tolosa (844-852) de la dinastía de Rouergue.
Hijo de Fulcoaldo de Rouergue y Senegunda, hija de Alda, hermana de Guillermo de Gellone, Fredelo estaba relacionado con las familias de los entonces condes de Rouergue y Tolosa.
En 840, Fulcoaldo murió, pero Fredelo no fue confirmado como su sucesor en Rouergue. Pero cuando Bernardo de Septimania fue capturado por Carlos el Calvo por rebelarse contra su señor y ejecutado en 844, el rey otorgó su condado de Tolosa a Fredo. Pipino II de Aquitania, que estaba liderando la revuelta contra Carlos nombró al heredero de Bernardo, Guillermo, al condado de Tolosa. De los dos pretendientes que tenía Tolosa, Guillermo tenía ventaja. En 849, sin embargo, Guillermo estaba en Barcelona y Carlos invadió Aquitania. Fredo, que entonces controlaba Tolosa, se aprovechó de la ventaja de la ausencia de Guillermo, abrió las puertas de la ciudad a su soberano y vio confirmada su posesión. 
Fredo recibió el Condado de Carcasona en 850 y murió en 852, dejando sus títulos a su hermano Raimundo. De su esposa Oda, tuvo una hija llamada Udalgarda que se casó con Bernardo Plantapilosa.